# Enicocephalus
Enicocephalus is een geslacht van wantsen uit de familie van de Enicocephalidae. Het geslacht werd voor het eerst wetenschappelijk beschreven door Westwood in 1837.

## Soorten
Het genus bevat de volgende soorten:

- Enicocephalus boraceianus Wygodzinsky & Schmidt, 1991
- Enicocephalus corticola Kirkaldy, 1908
- Enicocephalus cubanus Bruner, 1924
- Enicocephalus dominicus Bruner, 1924
- Enicocephalus emarginatus (Champion, 1898)
- Enicocephalus exophthalmus Wygodzinsky & Schmidt, 1991
- Enicocephalus flavicollis Westwood, 1837
- Enicocephalus fulvescens Westwood, 1837
- Enicocephalus fungicola Kirkaldy, 1908
- Enicocephalus guarani Wygodzinsky & Schmidt, 1991
- Enicocephalus lenkoi Wygodzinsky & Schmidt, 1991
- Enicocephalus marimutti Kritsky, 1979
- Enicocephalus nasalis Westwood, 1837
- Enicocephalus neblinensis Wygodzinsky & Schmidt, 1991
- Enicocephalus ningulus Wygodzinsky & Schmidt, 1991
- Enicocephalus omen Grimaldi, Michalski & Schmidt, 1993
- Enicocephalus pilosus (Champion, 1898)
- Enicocephalus prius Grimaldi, Michalski & Schmidt, 1993
- Enicocephalus schuhi Wygodzinsky & Schmidt, 1991
- Enicocephalus semirufus Barber, 1939
- Enicocephalus seniculus Grimaldi, Michalski & Schmidt, 1993
- Enicocephalus sturmi Wygodzinsky & Schmidt, 1991
- Enicocephalus subvitreus Grimaldi et al., 1993
- Enicocephalus taeuberi Jeannel, 1944
- Enicocephalus tupi Wygodzinsky & Schmidt, 1991
- Enicocephalus usingeri Maldonado, 1948
- Enicocephalus wygodzinskyi Villiers, 1978